# Canredondo
Canredondo ist ein Ort und eine Gemeinde (municipio) mit 81 Einwohnern (Stand: 2024) im Südwesten der Provinz Guadalajara in der Autonomen Gemeinschaft Kastilien-La Mancha. 

## Lage und Klima
Canredondo liegt in einer Höhe von ca. 1160 m in der Kulturlandschaft der Alcarria. Die Entfernung zur westsüdwestlich gelegenen Provinzhauptstadt Guadalajara beträgt ca. 67 Kilometer (Fahrtstrecke). Das Klima ist gemäßigt bis warm; Regen (588 mm/Jahr) fällt übers Jahr verteilt.

## Bevölkerungsentwicklung
| Jahr      | 1970 | 1981 | 1991 | 2001 | 2011 | 2021 |
| Einwohner | 255  | 135  | 143  | 84   | 106  | 76   |

## Sehenswürdigkeiten

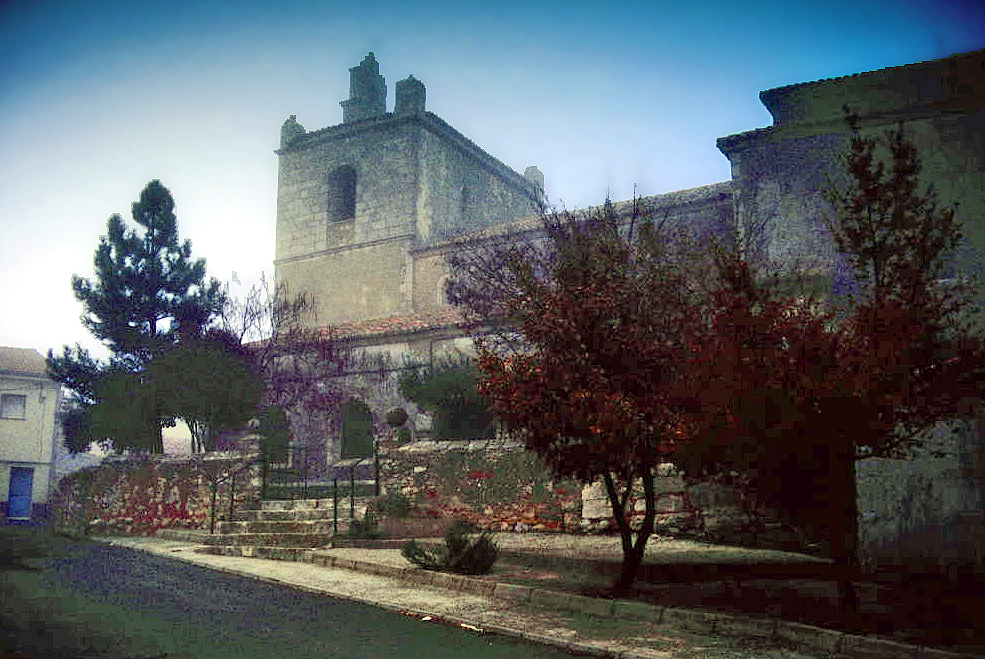
Kirche Mariä Himmelfahrt

- Kirche Mariä Himmelfahrt